# Mangrovemonarch
De mangrovemonarch (Monarcha cinerascens) is een zangvogel uit de familie Monarchidae (monarchen).

## Verspreiding en leefgebied
Deze soort komt voor op eilanden van Sulawesi en de kleine Soenda-eilanden tot de Salomonseilanden. Er zijn tien ondersoorten:
- M. c. commutatus: Sangihe-eilanden, Siau, Mayu en Tifore (nabij noordoostelijk Sulawesi).
- M. c. cinerascens: Sulawesi, Talaudeilanden, de Molukken en de Kleine Soenda-eilanden.
- M. c. inornatus: Raja Ampat-eilanden en de Aru-eilanden.
- M. c. steini: Numfor (nabij noordwestelijk Nieuw-Guinea).
- M. c. geelvinkianus: Japen en Biak (nabij noordwestelijk Nieuw-Guinea).
- M. c. fuscescens: nabijgelegen eilanden noordwestelijk van Nieuw-Guinea.
- M. c. fulviventris: westelijke Bismarck-archipel.
- M. c. perpallidus: noordelijke en centrale Bismarck-archipel.
- M. c. impediens: eilanden ten noorden en noordoosten van Nieuw-Guinea, de oostelijke Bismarck-archipel en de Salomonseilanden.
- M. c. rosselianus: Trobriand-eilanden, D'Entrecasteaux-eilanden en de Louisiaden.

## Status
De grootte van de populatie is niet gekwantificeerd maar de soort wordt omschreven als algemeen tot zeer algemeen. Op de Rode lijst van de IUCN heeft deze soort de status niet bedreigd.